# El gall dindi
El gall dindi (Le Dindon) és un oli sobre tela de 80 × 65 cm realitzat per Chaïm Soutine vers l'any 1925 i dipositat al Museu de l'Orangerie de París.

## Context històric i artístic
L'any 1925 i al seu estudi del carrer de Saint Gothard, a prop de Montparnasse, Soutine pintà, seguint la mateixa vena que la dels bous escorxats, nombrosos animals morts, en especial la colpidora sèrie de les peces d'aviram a mig plomar, penjades pel coll, sacsejant-se encara en la seua agonia. Els seus quadres sobre bous escorxats s'inspiraven clarament en les famoses pintures de Rembrandt (de qui havia vist al Louvre el Bou escorxat), mentre que l'aviram penjat d'aquesta obra al·ludeix al ritual jueu del Kapparot, el qual té lloc la vigília del Yom Kippur i que, segurament, fou presenciat per Soutine a la seua Belarús natal.

## Descripció
El cos estirat del gall dindi, groc, tacat de vermell, ocupa el centre de la composició i destaca sobre un fons lúgubre, mentre el plomatge de color blau nocturn de les ales de l'animal es desplega sobre tota la base del quadre. Separat del cos per les plomes blaves que encara li queden al coll, el cap sembla conservar un darrer alè de vida, amb el bec obert de bat a bat, immobilitzat en un crit de dolor.